# Skörstorp
Skörstorp är kyrkbyn i Skörstorps socken i Falköpings kommun i Västergötland, belägen 13 km öster om Falköping.
Här ligger Skörstorps kyrka.